# Benjamin Bellot
Benjamin Bellot (* 30. Juli 1990 in Leipzig) ist ein deutscher Fußballtorwart.  Zuletzt stand er bei der BSG Chemie Leipzig unter Vertrag.

## Karriere
Bellot begann im Alter von fünf Jahren mit dem Fußballspielen beim SV Blau-Weiß Günthersdorf, bevor er später bis 2004 in der Jugend des VfB Leipzig spielte. Danach durchlief er die Jugendmannschaften des FC Sachsen Leipzig.
2009 schloss sich Bellot dem neu gegründeten Verein RB Leipzig an und war zweiter Torhüter hinter Sven Neuhaus. Bellot kam in der Saison 2009/10 zu einem Einsatz – am 24. Spieltag wurde er auf Grund einer Verletzung von Neuhaus in der 12. Minute gegen den 1. FC Gera 03 eingewechselt. Am Saisonende stieg RB Leipzig in die Regionalliga auf. In den folgenden drei Regionalligajahren blieb Bellot in der zweiten und dritten Reihe – erst hinter Neuhaus, dann hinter Pascal Borel und schließlich hinter Fabio Coltorti. Insgesamt kam Bellot zu drei Einsätzen in der Regionalliga – 2011/12 gegen den VfB Lübeck und 2012/13 gegen den 1. FC Lokomotive Leipzig und Energie Cottbus II. Am Ende der Saison 2012/13 stieg er mit Leipzig in die 3. Liga auf.
In die Drittligasaison 2013/14 ging Bellot, genauso wie Erik Domaschke, als Ersatztorhüter hinter Fabio Coltorti. Meist saß Bellot bei den Spielen auf der Bank. Am 17. Spieltag, als Coltorti auf Grund eines Innenbandrisses während des Spiels ausgewechselt werden musste, bestritt Bellot jedoch ein Spiel für die U-23, um Spielpraxis zu sammeln. Somit übernahm Domaschke den Platz zwischen den Pfosten, und Trainer Alexander Zorniger vertraute auch in der Folgezeit auf ihn. Am 24. Spieltag zog sich Domaschke während des Spiels einen Kahnbeinbruch zu. Bellot wurde für ihn eingewechselt und kam somit zu seinem Profidebüt. Er stand bis zum 33. Spieltag im Tor und musste dann dem wiedergenesenden Coltorti weichen. Am vorletzten Spiel erreichte die Mannschaft den Aufstieg in die 2. Bundesliga, und Bellot durfte am letzten Spieltag zu seinem insgesamt elften Saisoneinsatz auflaufen.
Zu Beginn der Saison 2014/15 stand er in den ersten zehn Partien für den verletzten Stammtorhüter Fabio Coltorti im Tor, auch in den letzten drei Saisonspielen übernahm er für den angeschlagenen Stammtorhüter und kam so insgesamt auf 13 Saisonspiele in der 2. Bundesliga, alle von Beginn an. Zur Saison 2016/17 wurde Bellot einer der festen Torhüter von Leipzigs zweiter Mannschaft. Mit Auflösung dieser zum Saisonende wurde Bellot mit diversen Vereinen im In- und Ausland in Verbindung gebracht. Für die erste Mannschaft stand er in der Fußball-Bundesliga nur im Spiel gegen den SV Darmstadt 98 als Ersatztorhüter im Kader, kam jedoch nicht zum Einsatz.
Im Juni 2017 schloss Bellot sich Brøndby IF an. Im Sommer 2019 wechselte er zurück nach Sachsen und unterschrieb beim Regionalligisten BSG Chemie Leipzig. Im Sommer 2025 verließ er Leipzig.

## Sonstiges
Torwarttrainer von Benjamin Bellot bei Chemie Leipzig war bis Anfang 2025 sein Onkel Harald Bellot, der für Chemie Leipzig, Aktivist Schwarze Pumpe und die TSG Markkleeberg ebenfalls als Torwart von 1985 bis 1991 insgesamt 42 Spiele in der DDR-Liga bestritt.

## Erfolge
- Aufstieg in die 1. Bundesliga 2016 mit RB Leipzig
- Dänischer Pokalsieger: 2018